# Кольденбюттель
Кольденбюттель (нем. Koldenbüttel) — община в Германии, в земле Шлезвиг-Гольштейн.
Входит в состав района Северная Фризия. Подчиняется управлению Нордзе-Трене. Население составляет 912 человек (на 31 декабря 2010 года). Занимает площадь 25,76 км².
Посёлком побратимом Кольденбюттеля является посёлок Кёльцин в земле Мекленбург-Передняя Померания.
Официальным языком в населённом пункте, помимо немецкого, является севернофризский.

## Примечания

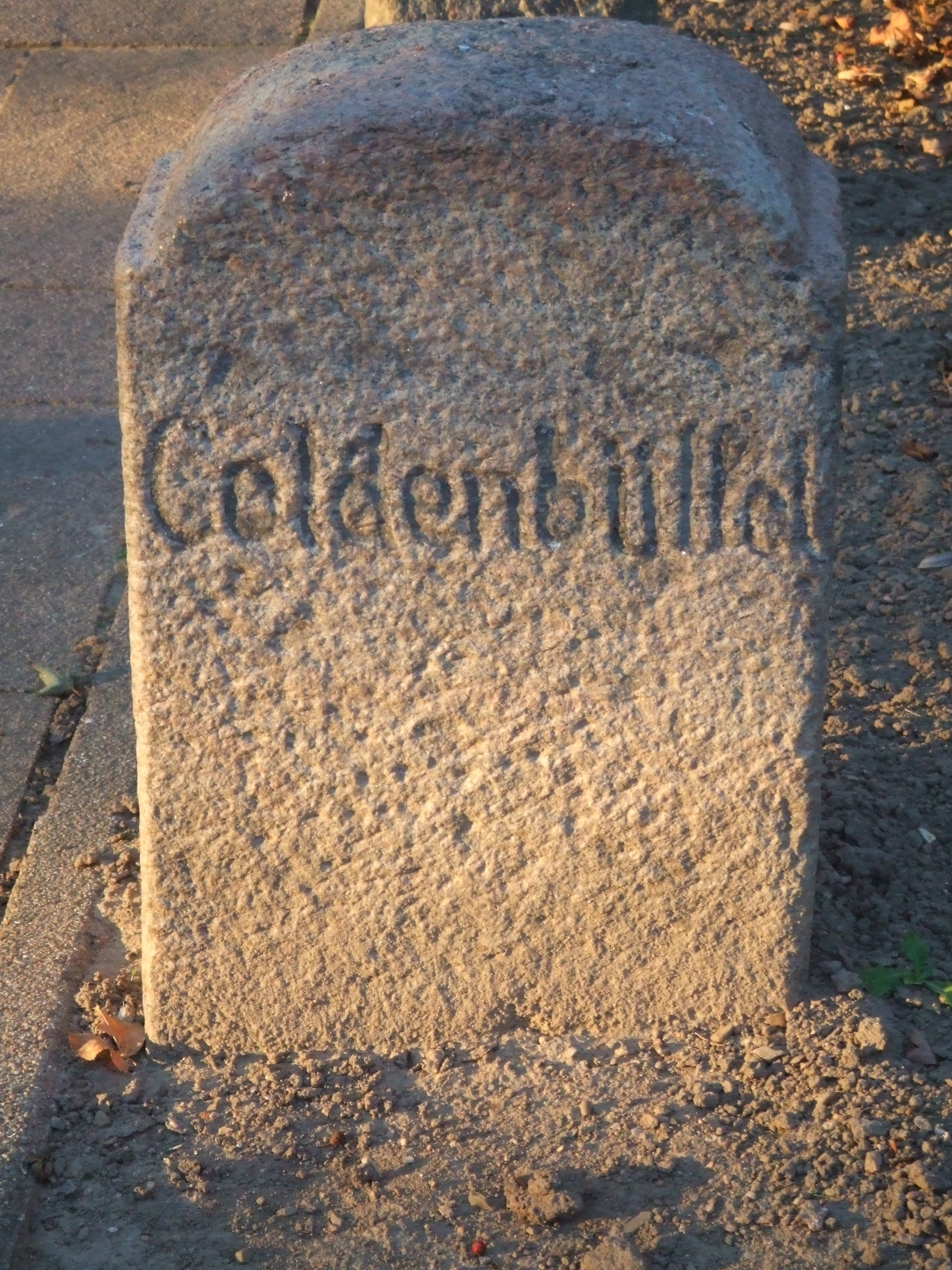
Кольденбюттель

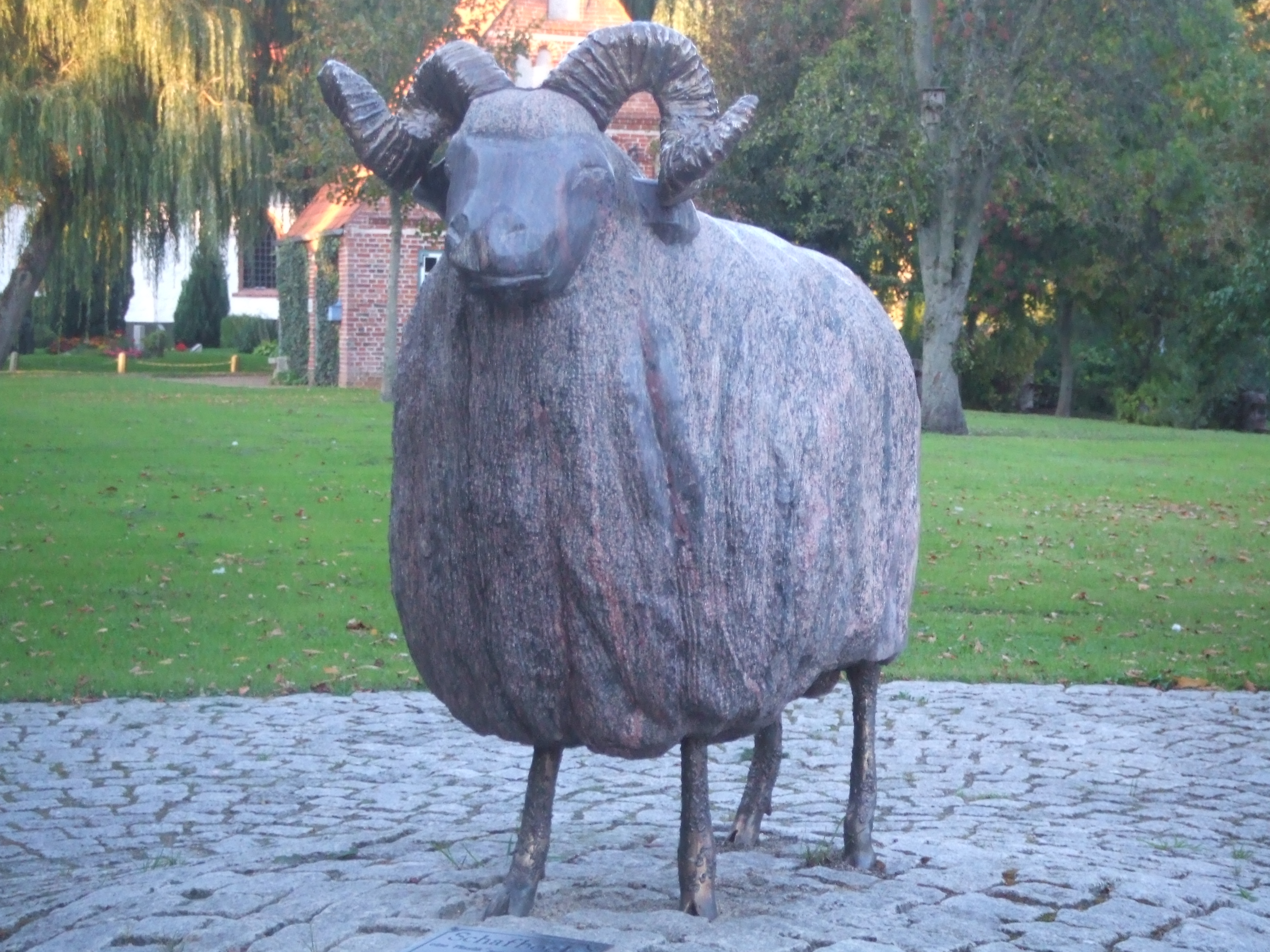
Церковь